# Tupiraçaba
Tupiraçaba, antigamente denominado Traíras, é um povoado e distrito do município de Niquelândia, Goiás.

## História
É um dos povoados mais antigos do estado. A prosperidade de Tupiraçaba veio pelo ouro de aluvial encontrado às margens do rio Traíras, onde o povoado cresceu. Tupiraçaba na época era grandiosa, com mais de 200 casas, tinha advogados, fórum, igrejas majestosas para a população de barões, ruas pavimentado de pedras e possuía vários monumentos históricos.
Tupiraçaba chegou a ser a segunda maior cidade da Capitania de Goiás, atrás apenas de Vila Boa, que era a capital da província na época. 
Tupiraçaba é uma galeria a céu aberto no estado com suas construções seculares e suas ruínas que podem desaparecer. Tem vários monumentos tombados pelo Patrimônio Nacional, mas que precisam ser restaurados.
Principais monumentos
- Ruínas da Igreja de Nossa Senhora do Rosário de Traíras
- Ruínas do Cartório de Tupiraçabas
- Ruínas da Igreja de Nossa Senhora da Conceição